# المدرسة العالية للأوبرا في ستوكهولم

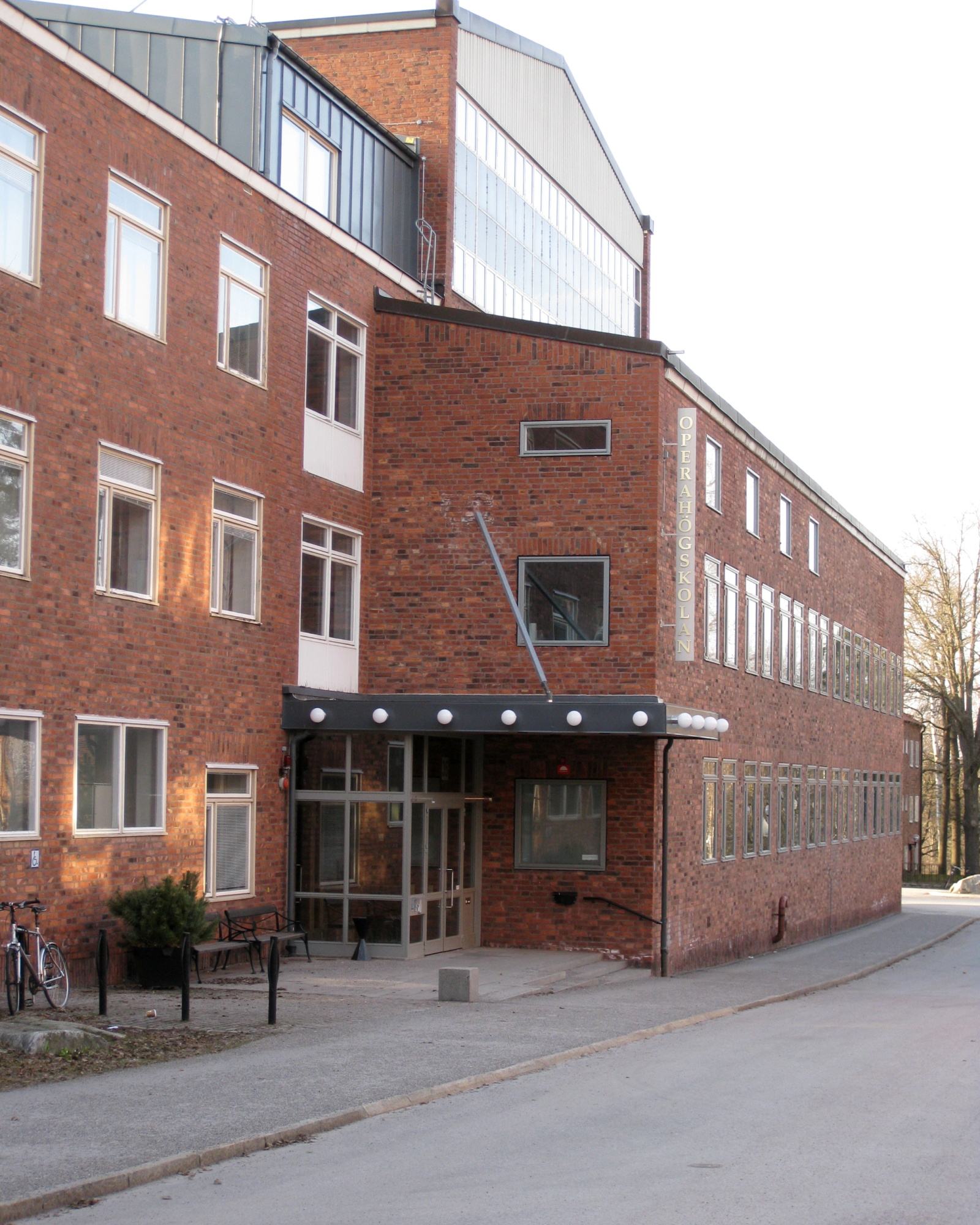
مقر المدرسة في العاصمة السويدية استوكهولم

المدرسة العالية للأوبرا في ستوكهولم ( بالسويدية: Operahögskolan i Stockholm), معهد سويدي يقدم تعليم عالي في مجال موسيقية الأوبرا و الفنون المتعلقة بها. إن وظيفة المدرسة هي تدريس المغنين،و المعيدين والقادة الموسيقين في فرق الأوبرا. المدرسة تحوي ما يقارب 40 طالباً، بينهم 36 مغني.